# Andrea Ferrigato
Andrea Ferrigato, född den 1 september 1969 i Schio, är en italiensk före detta landsvägscyklist som var professionell från 1991 till 2005. Till hans främsta meriter hör andraplatsen i UCI World Cup 1996, totalsegern i Volta ao Algarve 2001, segrarna i Züri Metzgete och Leeds International Classic 1996, samt en etappseger i Giro d'Italia 1994.

## Meriter
| 1991 Vinnare av Giro della Provincia di Reggio Calabria 5:a i Giro di Campania 8:a i Gran Premio Città di Camaiore 10:a i Coppa Sabatini 1992 2:a i GP Industria & Commercio di Prato 2:a i Trofeo Laigueglia 6:a i Giro dell'Appennino 8:a i Tour du Haut Var 1993 2:a i Criterium d'Abruzzo 4:a i Giro dell'Appennino 10:a i Gran Premio Città di Camaiore 1994 Vinnare av etapp 12 i Giro d'Italia 3:a i GP Industria & Artigianato di Larciano 5:a i Giro di Toscana 1995 Vinnare av GP Industria & Artigianato di Larciano 7:a i GP Industria & Commercio di Prato 8:a i Züri Metzgete 1996 Vinnare av Leeds International Classic Vinnare av Züri Metzgete Vinnare av Giro della Romagna Vinnare av Trofeo Matteotti 2:a totalt i UCI World Cup 3:a i Giro del Lazio 4:a i Coppa Placci 5:a i GP Industria & Commercio di Prato 7:a i Paris–Tours 8:a i Clásica de San Sebastián 10:a i GP Eddy Merckx 1997 Vinnare av GP Ouest France-Plouay Vinnare av etapp 5 i Tirreno–Adriatico 2:a i Rochester International Classic 5:a i Gent–Wevelgem 5:a i Coppa Bernocchi 5:a i Paris–Bryssel 7:a i Giro dell'Emilia 7:a i Trofeo Matteotti 7:a i Grand Prix de Wallonie 9:a i Milano–Sanremo 9:a i Gran Premio Città di Camaiore | 1998 8:a i GP Ouest France-Plouay 8:a i Giro di Romagna 10:a i Amstel Gold Race 1999 Vinnare av Trofeo Pantalica Vinnare av Berner Rundfahrt Vinnare av etapp 2 Dunkerques fyradagars 2:a i Trofeo Laigueglia 3:a i Trofeo Melinda 3:a i Giro del Veneto 4:a i Giro del Friuli 2000 2:a i GP de Fourmies 6:a i Giro di Romagna 6:a i Giro del Veneto 7:a i Trofeo Luis Puig 9:a i Coppa Placci 2001 Vinnare totalt av Volta ao Algarve 2:a totalt i Giro della Liguria 8:a i Clásica de San Sebastián 2002 2:a totalt i Étoile de Bessèges Vinnare av etapp 2 2:a i GP Industria & Commercio di Prato 2:a i Coppa Sabatini 4:a i Grand Prix d'Ouverture La Marseillaise 6:a i Coppa Placci 6:a i Giro del Veneto 8:a i HEW Cyclassics 2003 Vinnare av etapp 1 i Giro della Liguria Vinnare av Gran Premio Nobili Rubinetterie 2:a i Tre Valli Varesine 4:a i Grand Prix d'Ouverture La Marseillaise |